# West Valley City
West Valley City je město v okresu Salt Lake County ve státě Utah ve Spojených státech amerických. K roku 2010 zde žilo 129 480 obyvatel. S celkovou rozlohou 91,8 km² byla hustota zalidnění 1 187,7 obyvatel na km². Po Salt Lake City je druhým největším městem Utahu, přičemž West Valley City je zároveň saltlakeským předměstím. Vzniklo v roce 1980. Největším zaměstnavatelem ve městě je společnost Discover Financial.